# Jessy Schram
Pour les articles homonymes, voir Schram.
Jessica « Jessy » Schram, née le 15 janvier 1986 à Skokie (Illinois), est une actrice américaine.

## Biographie
Jessy Schram est née le 15 janvier 1986 à Skokie (Illinois). Ses parents sont Kristie et John Schram. Elle a un frère, Jonathan et une sœur, Nicole.
À dix ans, elle signe avec une agence artistique de Chicago.

## Filmographie

### Cinéma

#### Longs métrages
- 2006 : American Pie: String Academy (American Pie Presents : The Naked Mile) de Joe Nussbaum (en) : Tracy Sterling
- 2006 : I Want Someone to Eat Cheese With de Jeff Garlin : une fausse fille
- 2008 : Keith de Todd Kessler : Courtney
- 2010 : Unstoppable de Tony Scott : Darcy Colson
- 2015 : The Submarine Kid d'Eric Bilitch : Emily
- 2017 : L'Exécuteur (Shot Caller) de Ric Roman Waugh : Jennifer
- 2017 : The Beautiful Ones de Jesse V. Johnson : Angela Morot

#### Court métrage
- 2014: Homeward de Phillip Montgomery : Mary

### Télévision

#### Séries télévisées
- 2004 : Drake et Josh (Drake & Josh) : Larissa
- 2005 / 2007 : Médium : Allison jeune
- 2006 : Veronica Mars : Hannah Griffith
- 2006 : Boston Justice : Claire Wilson
- 2007 : Dr House (House M.D) : Leah
- 2007 : Ghost Whisperer : Rana Thomas (saison 2, épisode 15)
- 2007 : FBI : Portés disparus (Without a Trace) : Ella Neese
- 2007 : Les Experts : Miami (CSI: Miami) : Candace Walker
- 2007 - 2009 : Life : Rachel Seybolt
- 2009 : Saving Grace : Sayre Hanadarko
- 2009 : Hawthorne : Infirmière en chef (Hawthorne) : Crystal Raymond
- 2009 : Crash : Kim
- 2010 : Mentalist : Rachel Bowman / Sherry Winger
- 2011 : Traffic Light : Erica
- 2011 - 2014 : Falling Skies : Karen Nadler
- 2011 - 2012 / 2014 / 2016 : Once Upon a Time : Ashley Boyd / Cendrillon
- 2012 - 2013 : Last Resort : Christine Kendal
- 2013 : Once Upon a Time in Wonderland : Ashley Boyd
- 2014 : Mad Men : Bonnie Whiteside
- 2015 : The Lizzie Borden Chronicles : Nance O'Keefe
- 2015 : Major Crimes : Courtney Henson
- 2015 - 2016 : Nashville : Cash Gray
- 2017 - 2018 : The Nine Lives of Claw : Purrnelope
- 2019 : Lucifer : Leona
- depuis 2020 : Chicago Med : Dr Hannah Asher
- 2021 : Liza on Demand : Esme

#### Téléfilms
- 2005 - 2008 : Jane Doe : Miss Détective (Jane Doe) : Susan Davis
- 2006 : Breakout de Damian Lee : Lennie Priestley
- 2010 : Betwixt d'Elizabeth Chandler : Morgan Brower
- 2012 : Pour le sourire d'un enfant (A Smile as Big as the Moon) de James Steven Sadwith : Robynn
- 2014 : Nounou malgré elle (Reluctant Nanny) de Bradford May : Libby Prescott
- 2015 : Coup de foudre à Harvest Moon (Harvest Moon) de Peter DeLuise : Jennifer
- 2017 : La Vie rêvée de Gwen (The Birthday Wish) de Peter DeLuise : Gwen Turner
- 2017 : Un Noël de conte de fées (Royal New Year's Eve) de Monika Mitchell : Caitlyn
- 2018 : La Surprise de Noël (Road to Christmas) d'Allan Harmon : Maggie Baker
- 2020 : L'amour sous les flocons (Amazing Christmas Romance) de Jason Bourque : Julia Miller
- 2020 : Love Song (Country at Heart) de Bradley Walsh : Shayna Judson
- 2020 : Un drôle de Noël (A Nashville Christmas Carol) de Dawn Wilkinson : Vivienne
- 2021 : Time for Them to Come Home for Christmas de Peter Benson : Jane / Rebecca